# Stauwehr Neckarsulm
Das Stauwehr Neckarsulm gehört zur Staustufe Kochendorf, die sich des Weiteren aus der Schleuse Kochendorf mit angeschlossenem Kraftwerk und dem rund 4 km langen Seitenkanal Kochendorf zusammensetzt. Die Wehranlage Neckarsulm liegt in Höhe des beginnenden Seitenkanals. An die Wehranlage schließt sich der Altneckar an. Über das Wehr führt die zweispurige Landesstraße L 1101 zwischen Neckarsulm und Obereisesheim. Diese wurde im Jahr 1996 um 3,50 m nach Unterwasser verbreitert. Die 3,00 m breiten Wehrpfeiler bestehen aus Stampfbeton mit stark schwankender Festigkeit. Es sind Risse und Betonausbrüche vorhanden. Die Verschlüsse des Wehres Neckarsulm stammen, wie die gesamte Wehranlage, aus dem Jahr 1925 und weisen daher einige Schäden auf.

## Bauvorhaben
Aufgrund des hohen Alters und der verminderten Funktionstüchtigkeit besteht Handlungsbedarf. Bereits im Herbst 2011 wurden die ersten Baugrunduntersuchungen durchgeführt. Momentan wird untersucht, in welcher Art und Weise die Wehranlage auf den heutigen Stand der Technik gebracht bzw. die Funktionstüchtigkeit wieder vollständig hergestellt werden kann. Ein großes Augenmerk wird diesbezüglich auf die Betriebssicherheit gelegt. Aus wirtschaftlichen Gesichtspunkten stehen zwei Alternativen im Mittelpunkt – eine umfangreiche Grundinstandsetzung oder ein Ersatzneubau im Oberwasser, circa 130 m stromaufwärts. Bei der Grundinstandsetzung würden der Austausch der Verschlüsse und die Verlängerung der Pfeiler ca. 15 m flussabwärts erfolgen. Beim Ersatzneubau steht derzeit der Einsatz eines Schlauchverschlusssystems im Fokus der Prüfungen.

## Voraussichtliche Bauzeit
Die Bauzeit ist überwiegend davon abhängig, inwieweit sich für eine Grundinstandsetzung oder für einen Ersatzneubau entschieden wird. Geplant ist die Umsetzungsphase des Bauprojektes ab 2017.

## Lage
Das Stauwehr ist vom Rhein aus gesehen die elfte Anlage. Die dazugehörige Schleuse befindet sich in Kochendorf.